# Зграя (фільм, 2006)
«Зграя» (англ. The Breed, букв. — «Порода») — фільм жахів 2006 року режисера Ніколаса Мастандреа. Це ознаменувало його режисерський дебют. Фільм вийшов 18 травня 2006 року на Каннському кінофестивалі, а з 1 червня 2006 року вийшов на інших кіноринках та фестивалях по всьому світі. В Україні фільм був дубльований студією «Так Треба Продакшн», на замовлення телеканалу НТН, а прем'єра відбулася 21 вересня 2006 року,

## Сюжет
Фільм починається з пари молодих людей, які на маленькій вітрильній яхті знаходять маленький острів і висадились на ньому. Жінка оглядає острів, поки чоловік прив'язує човен. Вона натикається на паркан і невеликий склад, але там, здається, нікого немає. Потім її атакують невідомі істоти. Чоловік біля човна вражений і нажаханий її криками.
Десь пізніше гідроплан прямує до того ж острова. Метт (Лайвлі) та Джон (Гадсон) — два брати, які вирушають на один тиждень на острів для розваг та відпочинку. Острів належав їх дядькові, який збудував на ньому хатину. Він нещодавно помер, а острів залишився незаселеним. До братів приєднуються їхніх чотири товариші: Нікі (Родрігес), Майк (Джонс), Сара (Меннінг) і Ной (Гарпер). Приводнивши гідроплан, вони швартують його коло причалу поблизу хатини.
Незабаром після їх приїзду з'являється цуценя. Друзі забирають його до хатини. Ной іде на кухню, щоб взяти випивку. Цуценя слідує за ним та несподівано таємниче гарчить на нього і тікає на двір. Сара і Джон слідують за ним. Молоді люди потрапляють в засідку до дорослої злої собаки, яка кусає дівчину. Пара встигає повернутися в хатину.
Наступного ранку чоловіки перебувають у лісі. Вони натикаються на закривавленого чоловіка, який приплив на острів на початку фільму. Він попереджає їх про небезпечних собак. При цьому з'являється зграя собак, нападає і рве його. Хлопці біжать назад до хатини і наказують дівчатам сховатися всередині. Одна із собак доганяє і атакує Нікі, а Джон стріляє з лука, щоб врятувати дівчину, бажаючи вбити собаку, але випадково ранить Нікі в ногу. Вони незабаром опиняються в облозі великої зграї злих собак.
Друзі вирішують, що вони повинні залишити острів, але собаки оточили їх літак. Оскільки у них не було іншого виходу і були відсутні засоби зв'язку, їм довелося чекати, поки собак полишать літак. Однак через кілька хвилин вони побачили, що літак відчалив від пристані і пливе у відкрите море; собаки перегризли швартові мотузки. Коли Джон намагається підплисти до літака, собаки, які сиділи на крилах літака, атакують його. Однак йому вдається підплисти до причалу і друзі ховаються в будинку.
Наступна їхня ідея була попасти в гараж та за допомогою дядькової машини Mercedes-Benz попасти до тренувальної споруди, де, як вони думали, можна було знайти засоби зв'язку і викликати допомогу. Однак машина не завелася і тієї ночі, вони вимушені провести в будинку. У них гасне світло, і Ной спускається у підвал до коробки з запобіжниками, де на нього нападають і вбивають собаки, які зуміли пробратися до підвальної частини будинку. Потім собаки потрапляють до самого будинку, вкусивши при цьому Метта. Джон, Метт, Нікі, Майк та Сара рятуються на горищі. Там вони виявляють документи, що стосуються того тренувального закладу, і з них дізнаються, що це армійський центр для тренування бійцівських собак. Друзі зрозуміли, що мають справу не з простими собаками. Тварини, що живуть на острові, мають змінений генетичний код і наділені незвичайним розумом та агресивністю, а їхні укуси можуть викликати необоротні зміни в організмі людини.
Наступного ранку собаки пішли. Метт, Джон і Майк роблять ще одну спробу завести машину, їм це вдається. Вони повертаються до будинку, щоб забрати жінок, але Сара не хоче їхати з ними. Собаки повертаються знову і нападають на неї, при цьому Сара зчепившись з однією, випадає з вікна і нанизує себе та собаку на кілок.
Метт, Джон, Нікі та Майк їдуть до тренувального закладу та виявляють його закинутим. Вони пробиваються в середину і виявляють обладнання і документи, які свідчать, що з собаками проводились заборонені генетичні експерименти для підсилення їх бійцівських якостей. Джон знаходить радіостанцію, але вона не працювала, через відключену від кабелю живлення антену, тому він вилазить на неї, щоб усунути неполадки. Укушений, Метт дізнається, що він може відчути собак, і відчуває, що якщо вони пішли, то вони можуть несподівано повернутися. При підключені антени, Джон випадково був вражений струмом, і коли він падає на землю, собаки атакують його. Метт і Майк спішать йому на допомогу з бейсбольними битами. Сплеск живлення викликає пожежу в приміщенні. Ніккі заманює собак в приміщення, і закриває за ними двері. Потім будівля вибухає.
Джон розповідає Метту та Майку, що він бачив недалеко човен, який належав молодій парі з сюжету на початку фільму. Коли собаки оточують їх, Нікі з'являється на машині, хлопці заскакують і їдуть до берега. Оскільки собак дуже багато, вони не можуть зупинити машину і вийти, тож Джон наказує Нікі скинути машину з причалу у воду. Вони підпливають до човна і відпливають. Думаючи, що вони в безпеці, вони замислюються про те, чи встигнуть вони потрапити до медичного закладу до того, як Метт та Джон умруть від укусів собаки. Вони відчиняють двері до спального приміщення яхти, і неочікувано на них вискакує собака.

## У ролях
- Мішель Родрігес — Нікі
- Річард Т. Джонс — Майк
- Олівер Гадсон — Джон
- Терін Меннінг — Сара
- Ерік Лайвлі — Метт
- Гілл Гарпер — Ной
- Нік Борайн — Люк
- Ліза-Марі Шнайдер — Дженні

## Виробництво
Цей фільм — дебют Ніколаса Мастандреа як режисера. До зйомок фільму Мастандреа був залучений Весом Крейвеном після того, як Мастандреа був першим помічником режисера Крейвена у фільмі «Кошмар на вулиці В'язів 7: Новий кошмар» (1994). Кожен актор фільму мав майже тиждень спеціальних занять з собакою до початку зйомок. Виробництво розпочалося в квітні 2005 року, а закінчилося приблизно через два місяці.

## Реакція критики
Фільм «Зграя» заробив рейтинг схвалення 15 % на сайті Rotten Tomatoes («Гнилі помідори»).
На думку німецького видання Lexikon des internationalen Films, фільм можна охарактеризувати як «Фільм жахів з тваринами в стилі епохи Відродження, який довго і серйозно подає давно знайомий сюжет».
У рецензії на сайті OutNow.CH фільм був оцінений як «в достатній мірі креативний слешер». Як позитивний момент відзначається, що фільм «залишається в рамках реалізму, а собаки не наділені якимись надприродними силами, а просто володіють значним інтелектом».
В одній англомовній рецензії фільм «Зграя» порівнюється з фільмом «Куджо» Стівена Кінга.